# کاروانسرای طرازآباد
کاروانسرای طراز آباد مربوط به دوره متاخر اسلامی دوره قاجار است و در میبد، محله طراز آباد، کاروانسرای طراز آباد واقع شده و این اثر در تاریخ ۲۲ آبان ۱۳۸۶ با شمارهٔ ثبت ۱۹۸۸۴ به‌عنوان یکی از آثار ملی ایران به ثبت رسیده است.